# Alain Caillol
Alain Caillol, né le 11 septembre 1942 à Béziers, est un commerçant français condamné pour l'enlèvement du baron Édouard-Jean Empain et pour trafic de stupéfiants.

## Biographie
Fils d'une jeune fille originaire de Lorraine et d'un bourgeois décrit comme « publicitaire dans la presse de droite » et futur président-directeur général de Maison des bibliothèques, il est envoyé en pensionnat à huit ans. Il réalise son premier vol à douze ans, puis réalise des cambriolages. Il fait à l'époque face au désintérêt de son père et à la mort de sa mère.
Il se sent proche des idées du marxisme et revendique un arrière-plan politique au-delà de l'appât du gain. Au début des années 1970, il participe à des braquages avec Jacques Mesrine et aide celui-ci, grâce à la complicité de Michel Ardouin, à s'évader avec succès du tribunal de Compiègne en dissimulant des armes dans les toilettes.
Alain Caillol, avec son frère ainé François et d'autres personnes, est l'un des ravisseurs — et le « principal cerveau de l'enlèvement » — du baron Édouard-Jean Empain en 1978, affaire pour laquelle il est condamné à vingt ans de réclusion. La même année, son père meurt.
Pendant ses quatre années de prison préventive à Fresnes, il étudie la littérature du XIXe siècle, et passe une maîtrise d'histoire. Au cours de l'été 1985, il décide de consacrer sa thèse de doctorat à la correspondance de George Sand,. Il adresse une lettre à Mireille Bonnelle, un professeur de lettres spécialiste du sujet. Il passe onze ans en prison où il échange plus de 300 lettres en quatre ans avec elle, qui les publiera par la suite dans Lettres en liberté conditionnelle (1991). Ils auront par la suite une liaison.
En 2001, il est de nouveau condamné à huit ans, cette fois-ci pour trafic de cocaïne.
Libéré en 2009, il sort en janvier 2012 le livre Lumière retraçant son parcours.
Il a deux fils.